# Qualificazioni al campionato europeo maschile di calcio 2024
Questa voce raccoglie un approfondimento sui risultati degli incontri e sulle classifiche per l'accesso alla fase finale del campionato d'Europa 2024.

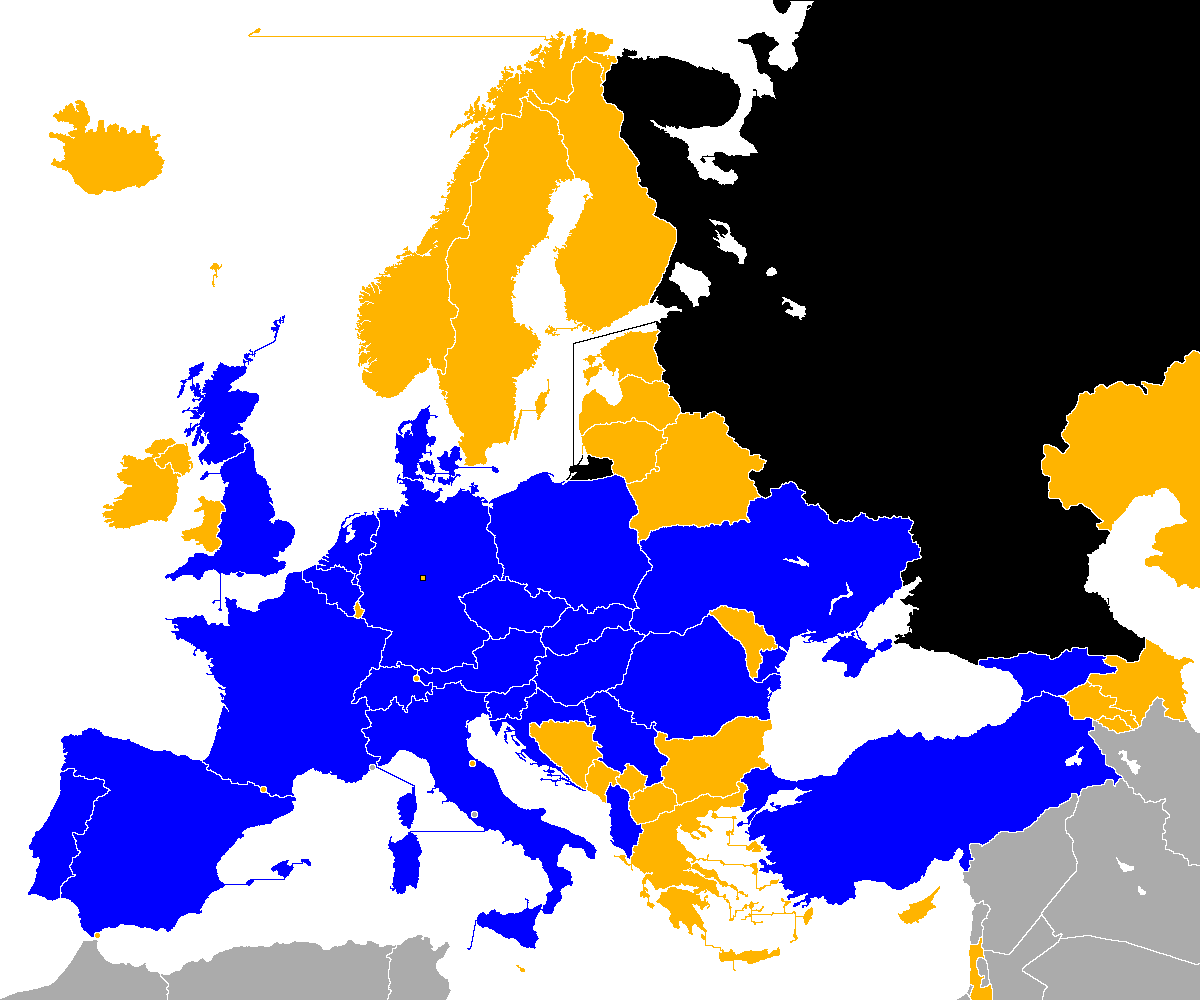
Paesi qualificati
Paesi non qualificati
Paese escluso dalle qualificazioni

     Paesi qualificati
     Paesi non qualificati
     Paese escluso dalle qualificazioni

## Formula e regolamento
Dopo un'edizione organizzata da più paesi, in cui non vi è stata nessuna squadra qualificata d'ufficio, si ritorna ad un'unica nazione ospitante, la Germania, la quale accede direttamente alla fase finale. Rimangono 23 posti contesi da 54 squadre.
Il regolamento delle qualificazioni europee è simile a quello della passata edizione, ovvero prevede una prima fase in cui le 54 nazionali appartenenti all'UEFA che partecipano alle qualificazioni sono divise in 10 gironi, sei di questi composti da 5 squadre, mentre gli altri quattro composti da 6 squadre. Analogamente alla passata edizione, le quattro vincitrici dei gironi della Lega A della UEFA Nations League 2022-2023 saranno inserite nei gruppi da cinque, facendo coincidere i 2 turni di riposo con la finestra di partite prevista a giugno 2023, in modo da permettere loro di disputare le finali di Nations League.
Le prime due classificate di ogni girone accedono direttamente alla fase finale della competizione.
Il 20 settembre 2022 la UEFA conferma l'esclusione della Russia (già fuori dalla UEFA Nations League) dalla partecipazione alle qualificazioni a causa dell'invasione russa dell'Ucraina del 2022. Le squadre partecipanti scendono quindi a 53 e vengono divise in sette gruppi composti da cinque squadre e tre gruppi da sei squadre.
Cambia invece il regolamento della seconda fase, ovvero gli spareggi per determinare le ultime squadre qualificate. Infatti, per via della riduzione dei posti disponibili tramite le qualificazioni a 23 (contro i 24 della passata edizione) e della modifica alla formula della Nations League adottata nel 2020, gli spareggi vengono disputati solo da 12 squadre e di conseguenza i posti assegnati tramite questa fase sono solo 3 (contro i 4 del torneo precedente). Accedono automaticamente agli spareggi le 4 vincitrici di ogni girone delle leghe A, B e C della Nations League 2022-2023; tuttavia se un vincitore di un girone di Nations League è già qualificato direttamente alla fase finale (quindi è arrivato primo o secondo nella prima fase delle qualificazioni) il suo posto negli spareggi verrà preso dalla migliore squadra non qualificata all'interno della sua stessa lega; se all'interno di una lega dovessero qualificarsi per gli spareggi meno di 4 squadre, il primo posto libero verrebbe preso dal migliore vincitore tra i 2 gironi della Lega D (se non è già qualificato per la fase finale) e i restanti dalle migliori squadre della classifica generale di Nations League non ancora ammesse agli spareggi.

### Criteri da utilizzare in caso di parità di punti tra due o più squadre dello stesso girone di qualificazione
1. maggior numero di punti negli scontri diretti (classifica avulsa);[2]
2. miglior differenza reti negli scontri diretti (classifica avulsa);
3. maggior numero di reti segnate negli scontri diretti (classifica avulsa);
4. se dopo avere applicato i criteri 1-3 due o più squadre sono ancora in parità, questi criteri si riapplicano esclusivamente per le partite tra queste squadre; se questa procedura non fosse sufficiente per determinare la classifica finale verranno valutati i criteri 5-11;
5. miglior differenza reti totale;
6. maggior numero di reti realizzate in totale;
7. maggior numero di reti realizzate in trasferta complessivamente;
8. maggior numero di vittorie;
9. maggior numero di vittorie in trasferta;
10. miglior condotta Fair play, ovvero minor numero di punti di penalizzazione nella classifica fair play così calcolata:
  - 1 punto per ogni ammonizione;
  - 3 punti per ogni espulsione diretta o doppia ammonizione nella stessa partita;
11. posizione nella classifica generale della UEFA Nations League 2022-2023.

## Sorteggio dei gruppi
Il sorteggio dei gironi si è svolto il 9 ottobre 2022 a Francoforte sul Meno.
La suddivisione in fasce è stata effettuata sulla base della classifica complessiva della UEFA Nations League 2022-2023. Le 4 squadre che si qualificano per la fase finale di UEFA Nations League sono state inserite in un girone da 5 squadre.
| Squadra  | Posiz. |
| -------- | ------ |
| Germania | 10     |

| Squadra     | Posiz. |
| ----------- | ------ |
| Paesi Bassi | 1      |
| Croazia     | 2      |
| Spagna      | 3      |
| Italia      | 4      |

| Squadra    | Posiz. |
| ---------- | ------ |
| Danimarca  | 5      |
| Portogallo | 6      |
| Belgio     | 7      |
| Ungheria   | 8      |
| Svizzera   | 9      |
| Polonia    | 11     |

| Squadra              | Posiz. |
| -------------------- | ------ |
| Francia              | 12     |
| Austria              | 13     |
| Rep. Ceca            | 14     |
| Inghilterra          | 15     |
| Galles               | 16     |
| Israele              | 17     |
| Bosnia ed Erzegovina | 18     |
| Serbia               | 19     |
| Scozia               | 20     |
| Finlandia            | 21     |

| Squadra    | Posiz. |
| ---------- | ------ |
| Ucraina    | 22     |
| Islanda    | 23     |
| Norvegia   | 24     |
| Slovenia   | 25     |
| Irlanda    | 26     |
| Albania    | 27     |
| Montenegro | 28     |
| Romania    | 29     |
| Svezia     | 30     |
| Armenia    | 31     |

| Squadra            | Posiz. |
| ------------------ | ------ |
| Georgia            | 33     |
| Grecia             | 34     |
| Turchia            | 35     |
| Kazakistan         | 36     |
| Lussemburgo        | 37     |
| Azerbaigian        | 38     |
| Kosovo             | 39     |
| Bulgaria           | 40     |
| Fær Øer            | 41     |
| Macedonia del Nord | 42     |

| Squadra          | Posiz. |
| ---------------- | ------ |
| Slovacchia       | 43     |
| Irlanda del Nord | 44     |
| Cipro            | 45     |
| Bielorussia      | 46     |
| Lituania         | 47     |
| Gibilterra       | 48     |
| Estonia          | 49     |
| Lettonia         | 50     |
| Moldavia         | 51     |
| Malta            | 52     |

| Squadra       | Posiz. |
| ------------- | ------ |
| Andorra       | 53     |
| San Marino    | 54     |
| Liechtenstein | 55     |

| Squadra | Posiz. |
| ------- | ------ |
| Russia  | 32     |

Nel sorteggio, oltre alla collocazione delle squadre finaliste della UEFA Nations League 2022-2023 in gruppi da cinque squadre, sono state applicate le seguenti restrizioni:
- Ragioni politiche: Per ragioni politiche non possono essere sorteggiate nello stesso gruppo le seguenti coppie: Armenia e Azerbaigian; Bielorussia e Ucraina; Gibilterra e Spagna, Kosovo e Bosnia ed Erzegovina, Kosovo e Serbia.
- Sedi invernali: Per minimizzare il rischio che più partite in uno stesso gruppo possano essere influenzate o addirittura rinviate per maltempo, ogni gruppo può contenere al massimo due tra le seguenti squadre: Bielorussia, Estonia, Fær Øer, Finlandia, Islanda, Lettonia, Lituania e Norvegia.
- Lunghezza delle trasferte: Al fine di evitare troppe trasferte molto lunghe per una stessa squadra, l'Azerbaigian può incontrare solo una tra Gibilterra, Islanda e Portogallo; l'Islanda può incontrare solo una tra Armenia, Cipro, Georgia e Israele; il Kazakistan può incontrare solo una tra Andorra, Inghilterra, Fær Øer, Francia, Gibilterra, Islanda, Malta, Irlanda del Nord, Portogallo, Irlanda, Scozia, Spagna e Galles.

| Gruppo A                                       | Gruppo B                                                | Gruppo C                                                      | Gruppo D                                          | Gruppo E                                             |
| ---------------------------------------------- | ------------------------------------------------------- | ------------------------------------------------------------- | ------------------------------------------------- | ---------------------------------------------------- |
| - Spagna - Scozia - Norvegia - Georgia - Cipro | - Paesi Bassi - Francia - Irlanda - Grecia - Gibilterra | - Italia - Inghilterra - Ucraina - Macedonia del Nord - Malta | - Croazia - Galles - Armenia - Turchia - Lettonia | - Polonia - Rep. Ceca - Albania - Fær Øer - Moldavia |

| Gruppo F                                            | Gruppo G                                               | Gruppo H                                                                        | Gruppo I                                                        | Gruppo J                                                                                 |
| --------------------------------------------------- | ------------------------------------------------------ | ------------------------------------------------------------------------------- | --------------------------------------------------------------- | ---------------------------------------------------------------------------------------- |
| - Belgio - Austria - Svezia - Azerbaigian - Estonia | - Ungheria - Serbia - Montenegro - Bulgaria - Lituania | - Danimarca - Finlandia - Slovenia - Kazakistan - Irlanda del Nord - San Marino | - Svizzera - Israele - Romania - Kosovo - Bielorussia - Andorra | - Portogallo - Bosnia ed Erzegovina - Islanda - Lussemburgo - Slovacchia - Liechtenstein |

## Classifica generale
La classifica generale delle qualificazioni europee viene utilizzata nella fase finale degli Europei per determinare le fasce nei sorteggi dei gironi; inoltre è l'ultimo criterio in caso di eventuali pari merito nella fase a gironi e anche l'ultimo criterio di cui si tiene conto per determinare le migliori quattro terze classificate che accedono alla fase ad eliminazione diretta (in entrambi i casi questo criterio verrebbe sostituito da un sorteggio se fosse coinvolta la Germania, nazione ospitante).
La classifica viene stilata secondo i seguenti criteri (escludendo i risultati ottenuti contro le squadre classificatesi al sesto posto dei gironi di qualificazione):
- posizione nel girone;
- maggior numero di punti.

Se due o più squadre sono a pari punti, la classifica sarà stilata considerando i seguenti criteri:
1. miglior differenza reti;
2. maggior numero di reti segnate;
3. maggior numero di reti realizzate in trasferta;
4. maggior numero di vittorie;
5. maggior numero di vittorie in trasferta;
6. miglior condotta fair play, ovvero minor numero di punti di penalizzazione nella classifica fair play così calcolata:
  - 1 punto per ogni ammonizione;
  - 3 punti per ogni espulsione diretta o doppia ammonizione nella stessa partita;
7. posizione nella classifica generale della UEFA Nations League 2022-2023.

## Date
| Fase          | Turno            | Date                 |
| ------------- | ---------------- | -------------------- |
| Fase a gironi | Prima giornata   | 23–25 marzo 2023     |
| Fase a gironi | Seconda giornata | 26–28 marzo 2023     |
| Fase a gironi | Terza giornata   | 16–17 giugno 2023    |
| Fase a gironi | Quarta giornata  | 19–20 giugno 2023    |
| Fase a gironi | Quinta giornata  | 7–9 settembre 2023   |
| Fase a gironi | Sesta giornata   | 10–12 settembre 2023 |
| Fase a gironi | Settima giornata | 12–14 ottobre 2023   |
| Fase a gironi | Ottava giornata  | 15–17 ottobre 2023   |
| Fase a gironi | Nona giornata    | 16–18 novembre 2023  |
| Fase a gironi | Decima giornata  | 19–21 novembre 2023  |
| Spareggi      | Semifinali       | 21 marzo 2024        |
| Spareggi      | Finali           | 26 marzo 2024        |

## Fase a gironi

### Gruppo A
| Squadra  | Pt | G | V | N | P | GF | GS | DR  |
| -------- | -- | - | - | - | - | -- | -- | --- |
| Spagna   | 21 | 8 | 7 | 0 | 1 | 25 | 5  | +20 |
| Scozia   | 17 | 8 | 5 | 2 | 1 | 17 | 8  | +9  |
| Norvegia | 11 | 8 | 3 | 2 | 3 | 14 | 12 | +2  |
| Georgia  | 8  | 8 | 2 | 2 | 4 | 12 | 18 | -6  |
| Cipro    | 0  | 8 | 0 | 0 | 8 | 3  | 28 | -25 |

| Squadra  | Spagna (bandiera) | Scozia (bandiera) | Norvegia (bandiera) | Georgia (bandiera) | Cipro (bandiera) |
| -------- | ----------------- | ----------------- | ------------------- | ------------------ | ---------------- |
| Spagna   |                   | 2 - 0             | 3 - 0               | 3 - 1              | 6 - 0            |
| Scozia   | 2 - 0             |                   | 3 - 3               | 2 - 0              | 3 - 0            |
| Norvegia | 0 - 1             | 1 - 2             |                     | 2 - 1              | 3 - 1            |
| Georgia  | 1 - 7             | 2 - 2             | 1 - 1               |                    | 4 - 0            |
| Cipro    | 1 - 3             | 0 - 3             | 0 - 4               | 1 - 2              |                  |

### Gruppo B
| Squadra     | Pt | G | V | N | P | GF | GS | DR  |
| ----------- | -- | - | - | - | - | -- | -- | --- |
| Francia     | 22 | 8 | 7 | 1 | 0 | 29 | 3  | +26 |
| Paesi Bassi | 18 | 8 | 6 | 0 | 2 | 17 | 7  | +10 |
| Grecia      | 13 | 8 | 4 | 1 | 3 | 14 | 8  | +6  |
| Irlanda     | 6  | 8 | 2 | 0 | 6 | 9  | 10 | -1  |
| Gibilterra  | 0  | 8 | 0 | 0 | 8 | 0  | 41 | -41 |

| Squadra     | Paesi Bassi (bandiera) | Francia (bandiera) | Irlanda (bandiera) | Grecia (bandiera) | Gibilterra (bandiera) |
| ----------- | ---------------------- | ------------------ | ------------------ | ----------------- | --------------------- |
| Paesi Bassi |                        | 1 - 2              | 1 - 0              | 3 - 0             | 3 - 0                 |
| Francia     | 4 - 0                  |                    | 2 - 0              | 1 - 0             | 14 - 0                |
| Irlanda     | 1 - 2                  | 0 - 1              |                    | 0 - 2             | 3 - 0                 |
| Grecia      | 0 - 1                  | 2 - 2              | 2 - 1              |                   | 5 - 0                 |
| Gibilterra  | 0 - 6                  | 0 - 3              | 0 - 4              | 0 - 3             |                       |

### Gruppo C
| Squadra            | Pt | G | V | N | P | GF | GS | DR  |
| ------------------ | -- | - | - | - | - | -- | -- | --- |
| Inghilterra        | 20 | 8 | 6 | 2 | 0 | 22 | 4  | +18 |
| Italia             | 14 | 8 | 4 | 2 | 2 | 16 | 9  | +7  |
| Ucraina            | 14 | 8 | 4 | 2 | 2 | 11 | 8  | +3  |
| Macedonia del Nord | 8  | 8 | 2 | 2 | 4 | 10 | 20 | -10 |
| Malta              | 0  | 8 | 0 | 0 | 8 | 2  | 20 | -18 |

| Squadra            | Italia (bandiera) | Inghilterra (bandiera) | Ucraina (bandiera) | Macedonia del Nord (bandiera) | Malta (bandiera) |
| ------------------ | ----------------- | ---------------------- | ------------------ | ----------------------------- | ---------------- |
| Italia             |                   | 1 - 2                  | 2 - 1              | 5 - 2                         | 4 - 0            |
| Inghilterra        | 3 - 1             |                        | 2 - 0              | 7 - 0                         | 2 - 0            |
| Ucraina            | 0 - 0             | 1 - 1                  |                    | 2 - 0                         | 1 - 0            |
| Macedonia del Nord | 1 - 1             | 1 - 1                  | 2 - 3              |                               | 2 - 1            |
| Malta              | 0 - 2             | 0 - 4                  | 1 - 3              | 0 - 2                         |                  |

### Gruppo D
| Squadra  | Pt | G | V | N | P | GF | GS | DR  |
| -------- | -- | - | - | - | - | -- | -- | --- |
| Turchia  | 17 | 8 | 5 | 2 | 1 | 14 | 7  | +7  |
| Croazia  | 16 | 8 | 5 | 1 | 2 | 13 | 4  | +9  |
| Galles   | 12 | 8 | 3 | 3 | 2 | 10 | 10 | 0   |
| Armenia  | 8  | 8 | 2 | 2 | 4 | 9  | 11 | -2  |
| Lettonia | 3  | 8 | 1 | 0 | 7 | 5  | 19 | -14 |

| Squadra  | Croazia (bandiera) | Galles (bandiera) | Armenia (bandiera) | Turchia (bandiera) | Lettonia (bandiera) |
| -------- | ------------------ | ----------------- | ------------------ | ------------------ | ------------------- |
| Croazia  |                    | 1 - 1             | 1 - 0              | 0 - 1              | 5 - 0               |
| Galles   | 2 - 1              |                   | 2 - 4              | 1 - 1              | 1 - 0               |
| Armenia  | 0 - 1              | 1 - 1             |                    | 1 - 2              | 2 - 1               |
| Turchia  | 0 - 2              | 2 - 0             | 1 - 1              |                    | 4 - 0               |
| Lettonia | 0 - 2              | 0 - 2             | 2 - 0              | 2 - 3              |                     |

### Gruppo E
| Squadra   | Pt | G | V | N | P | GF | GS | DR  |
| --------- | -- | - | - | - | - | -- | -- | --- |
| Albania   | 15 | 8 | 4 | 3 | 1 | 12 | 4  | +8  |
| Rep. Ceca | 15 | 8 | 4 | 3 | 1 | 12 | 6  | +6  |
| Polonia   | 11 | 8 | 3 | 2 | 3 | 10 | 10 | 0   |
| Moldavia  | 10 | 8 | 2 | 4 | 2 | 7  | 10 | -3  |
| Fær Øer   | 2  | 8 | 0 | 2 | 6 | 2  | 13 | -11 |

| Squadra   | Polonia (bandiera) | Rep. Ceca (bandiera) | Albania (bandiera) | Fær Øer (bandiera) | Moldavia (bandiera) |
| --------- | ------------------ | -------------------- | ------------------ | ------------------ | ------------------- |
| Polonia   |                    | 1 - 1                | 1 - 0              | 2 - 0              | 1 - 1               |
| Rep. Ceca | 3 - 1              |                      | 1 - 1              | 1 - 0              | 3 - 0               |
| Albania   | 2 - 0              | 3 - 0                |                    | 0 - 0              | 2 - 0               |
| Fær Øer   | 0 - 2              | 0 - 3                | 1 - 3              |                    | 0 - 1               |
| Moldavia  | 3 - 2              | 0 - 0                | 1 - 1              | 1 - 1              |                     |

### Gruppo F
| Squadra     | Pt | G | V | N | P | GF | GS | DR  |
| ----------- | -- | - | - | - | - | -- | -- | --- |
| Belgio      | 20 | 8 | 6 | 2 | 0 | 22 | 4  | +18 |
| Austria     | 19 | 8 | 6 | 1 | 1 | 17 | 7  | +10 |
| Svezia      | 10 | 8 | 3 | 1 | 4 | 14 | 12 | +2  |
| Azerbaigian | 7  | 8 | 2 | 1 | 5 | 7  | 17 | -10 |
| Estonia     | 1  | 8 | 0 | 1 | 7 | 2  | 22 | -20 |

| Squadra     | Belgio (bandiera) | Austria (bandiera) | Svezia (bandiera) | Azerbaigian (bandiera) | Estonia (bandiera) |
| ----------- | ----------------- | ------------------ | ----------------- | ---------------------- | ------------------ |
| Belgio      |                   | 1 - 1              | 1 - 1             | 5 - 0                  | 5 - 0              |
| Austria     | 2 - 3             |                    | 2 - 0             | 4 - 1                  | 2 - 1              |
| Svezia      | 0 - 3             | 1 - 3              |                   | 5 - 0                  | 2 - 0              |
| Azerbaigian | 0 - 1             | 0 - 1              | 3 - 0             |                        | 1 - 1              |
| Estonia     | 0 - 3             | 0 - 2              | 0 - 5             | 0 - 2                  |                    |

### Gruppo G
| Squadra    | Pt | G | V | N | P | GF | GS | DR |
| ---------- | -- | - | - | - | - | -- | -- | -- |
| Ungheria   | 18 | 8 | 5 | 3 | 0 | 16 | 7  | +9 |
| Serbia     | 14 | 8 | 4 | 2 | 2 | 15 | 9  | +6 |
| Montenegro | 11 | 8 | 3 | 2 | 3 | 9  | 11 | -2 |
| Lituania   | 6  | 8 | 1 | 3 | 4 | 8  | 14 | -6 |
| Bulgaria   | 4  | 8 | 0 | 4 | 4 | 7  | 14 | -7 |

| Squadra    | Ungheria (bandiera) | Serbia (bandiera) | Montenegro (bandiera) | Bulgaria (bandiera) | Lituania (bandiera) |
| ---------- | ------------------- | ----------------- | --------------------- | ------------------- | ------------------- |
| Ungheria   |                     | 2 - 1             | 3 - 1                 | 3 - 0               | 2 - 0               |
| Serbia     | 1 - 2               |                   | 3 - 1                 | 2 - 2               | 2 - 0               |
| Montenegro | 0 - 0               | 0 - 2             |                       | 2 - 1               | 2 - 0               |
| Bulgaria   | 2 - 2               | 1 - 1             | 0 - 1                 |                     | 0 - 2               |
| Lituania   | 2 - 2               | 1 - 3             | 2 - 2                 | 1 - 1               |                     |

### Gruppo H
| Squadra          | Pt | G  | V | N | P  | GF | GS | DR  |
| ---------------- | -- | -- | - | - | -- | -- | -- | --- |
| Danimarca        | 22 | 10 | 7 | 1 | 2  | 19 | 10 | +9  |
| Slovenia         | 22 | 10 | 7 | 1 | 2  | 20 | 9  | +11 |
| Finlandia        | 18 | 10 | 6 | 0 | 4  | 18 | 10 | +8  |
| Kazakistan       | 18 | 10 | 6 | 0 | 4  | 16 | 12 | +4  |
| Irlanda del Nord | 9  | 10 | 3 | 0 | 7  | 9  | 13 | -4  |
| San Marino       | 0  | 10 | 0 | 0 | 10 | 3  | 31 | -28 |

| Squadra          | Danimarca (bandiera) | Finlandia (bandiera) | Slovenia (bandiera) | Kazakistan (bandiera) | Irlanda del Nord (bandiera) | San Marino (bandiera) |
| ---------------- | -------------------- | -------------------- | ------------------- | --------------------- | --------------------------- | --------------------- |
| Danimarca        |                      | 3 - 1                | 2 - 1               | 3 - 1                 | 1 - 0                       | 4 - 0                 |
| Finlandia        | 0 - 1                |                      | 2 - 0               | 1 - 2                 | 4 - 0                       | 6 - 0                 |
| Slovenia         | 1 - 1                | 3 - 0                |                     | 2 - 1                 | 4 - 2                       | 2 - 0                 |
| Kazakistan       | 3 - 2                | 0 - 1                | 1 - 2               |                       | 1 - 0                       | 3 - 1                 |
| Irlanda del Nord | 2 - 0                | 0 - 1                | 0 - 1               | 0 - 1                 |                             | 3 - 0                 |
| San Marino       | 1 - 2                | 1 - 2                | 0 - 4               | 0 - 3                 | 0 - 2                       |                       |

### Gruppo I
| Squadra     | Pt | G  | V | N | P | GF | GS | DR  |
| ----------- | -- | -- | - | - | - | -- | -- | --- |
| Romania     | 22 | 10 | 6 | 4 | 0 | 16 | 5  | +11 |
| Svizzera    | 17 | 10 | 4 | 5 | 1 | 22 | 11 | +11 |
| Israele     | 15 | 10 | 4 | 3 | 3 | 11 | 11 | 0   |
| Bielorussia | 12 | 10 | 3 | 3 | 4 | 9  | 14 | -5  |
| Kosovo      | 11 | 10 | 2 | 5 | 3 | 10 | 10 | 0   |
| Andorra     | 2  | 10 | 0 | 2 | 8 | 3  | 20 | -17 |

| Squadra     | Svizzera (bandiera) | Israele (bandiera) | Romania (bandiera) | Kosovo (bandiera) | Bielorussia (bandiera) | Andorra (bandiera) |
| ----------- | ------------------- | ------------------ | ------------------ | ----------------- | ---------------------- | ------------------ |
| Svizzera    |                     | 3 - 0              | 2 - 2              | 1 - 1             | 3 - 3                  | 3 - 0              |
| Israele     | 1 - 1               |                    | 1 - 2              | 1 - 1             | 1 - 0                  | 2 - 1              |
| Romania     | 1 - 0               | 1 - 1              |                    | 2 - 0             | 2 - 1                  | 4 - 0              |
| Kosovo      | 2 - 2               | 1 - 0              | 0 - 0              |                   | 0 - 1                  | 1 - 1              |
| Bielorussia | 0 - 5               | 1 - 2              | 0 - 0              | 2 - 1             |                        | 1 - 0              |
| Andorra     | 1 - 2               | 0 - 2              | 0 - 2              | 0 - 3             | 0 - 0                  |                    |

### Gruppo J
| Squadra              | Pt | G  | V  | N | P  | GF | GS | DR  |
| -------------------- | -- | -- | -- | - | -- | -- | -- | --- |
| Portogallo           | 30 | 10 | 10 | 0 | 0  | 36 | 2  | +34 |
| Slovacchia           | 22 | 10 | 7  | 1 | 2  | 17 | 8  | +9  |
| Lussemburgo          | 17 | 10 | 5  | 2 | 3  | 13 | 19 | -6  |
| Islanda              | 10 | 10 | 3  | 1 | 6  | 17 | 16 | +1  |
| Bosnia ed Erzegovina | 9  | 10 | 3  | 0 | 7  | 9  | 20 | -11 |
| Liechtenstein        | 0  | 10 | 0  | 0 | 10 | 1  | 28 | -27 |

| Squadra              | Portogallo (bandiera) | Bosnia ed Erzegovina (bandiera) | Islanda (bandiera) | Lussemburgo (bandiera) | Slovacchia (bandiera) | Liechtenstein (bandiera) |
| -------------------- | --------------------- | ------------------------------- | ------------------ | ---------------------- | --------------------- | ------------------------ |
| Portogallo           |                       | 3 - 0                           | 2 - 0              | 9 - 0                  | 3 - 2                 | 4 - 0                    |
| Bosnia ed Erzegovina | 0 - 5                 |                                 | 3 - 0              | 0 - 2                  | 1 - 2                 | 2 - 1                    |
| Islanda              | 0 - 1                 | 1 - 0                           |                    | 1 - 1                  | 1 - 2                 | 4 - 0                    |
| Lussemburgo          | 0 - 6                 | 4 - 1                           | 3 - 1              |                        | 0 - 1                 | 2 - 0                    |
| Slovacchia           | 0 - 1                 | 2 - 0                           | 4 - 2              | 0 - 0                  |                       | 3 - 0                    |
| Liechtenstein        | 0 - 2                 | 0 - 2                           | 0 - 7              | 0 - 1                  | 0 - 1                 |                          |

## Spareggi

### Selezione delle nazionali
Accedono a questa fase 12 nazionali che non sono riuscite a qualificarsi alla fase finale mediante le qualificazioni canoniche. Ai sensi dell'articolo 16 del regolamento ufficiale, le nazionali vengono individuate come segue:
- Vengono ripartiti quattro posti per ognuna delle leghe A, B e C della UEFA Nations League 2022-2023 iniziando dalla Lega C e terminando con la Lega A.
- Le vincitrici dei gironi delle suddette leghe accedono automaticamente a questa fase, a meno che non si siano qualificate alla fase finale tramite le qualificazioni canoniche.
- Se una o più vincitrici dei gironi si sono qualificate alla fase finale tramite le qualificazioni canoniche, il loro posto viene preso dalle nazionali non qualificate con la più alta posizione di classifica all'interno della stessa lega.
- Se per una o più leghe ci sono ancora dei posti vacanti, il primo di essi viene preso dalla migliore tra le due vincitrici dei due gironi della Lega D (se non è già qualificata per la fase finale); i restanti posti liberi vengono presi dalle nazionali non ancora ammesse agli spareggi con la più alta posizione all'interno della classifica complessiva della UEFA Nations League 2022-2023.
- Se per una o più leghe ci sono più di quattro nazionali qualificate agli spareggi (cosa che ad esempio si verifica quando si applica il quarto criterio di selezione delle nazionali), le squadre "in avanzo" devono essere allocate nelle altre leghe per mezzo di un sorteggio che, anche in questo caso, inizia dalla Lega C e termina alla Lega A. Il sorteggio tiene conto dei seguenti criteri:

1. Ogni lega deve contenere esclusivamente quattro nazionali.
2. Le vincitrici dei gironi non possono essere nello stesso percorso di qualificazione di una nazionale proveniente da una lega superiore selezionata mediante la classifica complessiva della UEFA Nations League 2022-2023.
3. Possono essere applicate condizioni aggiuntive, soggette all'approvazione del Comitato Esecutivo UEFA.

#### Squadre qualificate
| Posizione | Lega A    | Lega B               | Lega C      |
| --------- | --------- | -------------------- | ----------- |
| 1.        | Polonia   | Israele              | Georgia     |
| 2.        | Galles    | Bosnia ed Erzegovina | Grecia      |
| 3.        | Finlandia | Ucraina              | Kazakistan  |
| 4.        | Estonia   | Islanda              | Lussemburgo |

### Incontri
L'abbinamento degli incontri viene regolato dell'articolo 17 del regolamento ufficiale il quale stabilisce che, per ogni lega, la nazionale con la migliore posizione di classifica gioca contro la peggiore, mentre la seconda gioca contro la terza. Per ogni finale viene svolto un sorteggio per capire quale nazionale giocherà in casa.

#### Lega A
| Squadra 1  | Risultato       | Squadra 2 |
| ---------- | --------------- | --------- |
| Semifinali |                 |           |
| Polonia    | 5 - 1           | Estonia   |
| Galles     | 4 - 1           | Finlandia |
| Finale     |                 |           |
| Galles     | 0 - 0 (4-5 dtr) | Polonia   |

#### Lega B
| Squadra 1            | Risultato | Squadra 2 |
| -------------------- | --------- | --------- |
| Semifinali           |           |           |
| Israele              | 1 - 4     | Islanda   |
| Bosnia ed Erzegovina | 1 - 2     | Ucraina   |
| Finale               |           |           |
| Ucraina              | 2 - 1     | Islanda   |

#### Lega C
| Squadra 1  | Risultato       | Squadra 2   |
| ---------- | --------------- | ----------- |
| Semifinali |                 |             |
| Georgia    | 2 - 0           | Lussemburgo |
| Grecia     | 5 - 0           | Kazakistan  |
| Finale     |                 |             |
| Georgia    | 0 - 0 (4-2 dtr) | Grecia      |

## Classifica marcatori
14 reti
- Romelu Lukaku (1 rigore)

10 reti
- Cristiano Ronaldo (3 rigori)

9 reti
- Kylian Mbappé (1 rigore)

8 reti
- Harry Kane (4 rigori)

7 reti
- Rasmus Højlund

- Scott McTominay

6 reti
- Erling Haaland (2 rigori)

- Bruno Fernandes

- Zeki Amdouni

5 reti
- Giōrgos Masouras
- Gerson Rodrigues (1 rigore)

- Aleksandar Mitrović
- Benjamin Šeško

4 reti
- Marcel Sabitzer (1 rigore)
- Andrej Kramarić
- Bukayo Saka
- Daniel Håkans
- Khvicha K'varatskhelia

- Anastasios Bakasetas (1 rigore)
- Dominik Szoboszlai (1 rigore)
- Barnabás Varga
- Albert Guðmundsson
- Baqtııaar Zaınýtdınov (2 rigori)

- Ion Nicolăescu (1 rigore)
- Joselu
- Álvaro Morata

3 reti
- Jasir Asani
- Nedim Bajrami
- Lucas Zelarayán
- Christoph Baumgartner
- Michael Gregoritsch
- Emin Mahmudov
- Maks Ėbonh
- Kiril Despodov (1 rigore)
- Václav Černý
- Tomáš Souček
- Jonas Wind
- Oliver Antman
- Teemu Pukki
- Olivier Giroud
- Georges Mikautadze
- Budu Zivzivadze
- Hákon Arnar Haraldsson

- Alfreð Finnbogason (1 rigore)
- Aron Gunnarsson (1 rigore)
- Davide Frattesi
- Abat Aýımbetov (1 rigore)
- Vedat Muriqi (1 rigore)
- Milot Rashica
- Pijus Širvys
- Danel Sinani
- Stevan Jovetić
- Cody Gakpo (1 rigore)
- Calvin Stengs
- Wout Weghorst
- Enis Bardhi (1 rigore)
- Eljif Elmas
- Dion Charles
- Robert Lewandowski (1 rigore)
- João Cancelo

- João Félix
- Gonçalo Ramos
- Bernardo Silva
- Denis Alibec
- Valentin Mihăilă
- Nicolae Stanciu
- John McGinn (1 rigore)
- Dušan Vlahović
- Lukáš Haraslín
- Andraž Šporar
- Ferrán Torres
- Viktor Gyökeres
- Renato Steffen
- Ruben Vargas
- Viktor Cyhankov (1 rigore)
- Harry Wilson

2 reti
- Taulant Seferi
- Albert Rosas
- Grant-Leon Ranos
- Marko Arnautović (1 rigore)
- Konrad Laimer
- Dzmitryj Ancileŭski
- Uladzislaŭ Marozaŭ
- Dodi Lukebakio
- Leandro Trossard
- Rade Krunić
- Mateo Kovačić
- Mario Pašalić
- Bruno Petković
- Ladislav Krejčí
- Pierre-Emile Højbjerg
- Joakim Mæhle
- Robert Skov
- Marcus Rashford
- Rauno Sappinen
- Benjamin Källman
- Joel Pohjanpalo (1 rigore)
- Pyry Soiri
- Kingsley Coman
- Youssouf Fofana
- Marcus Thuram
- Fōtīs Iōannidīs
- Kōnstantinos Mavropanos
- Dīmītrios Pelkas
- Martin Ádám

- Roland Sallai
- Andri Guðjohnsen
- Orri Óskarsson
- Gylfi Sigurðsson (1 rigore)
- Oscar Gloukh
- Shon Weissman (1 rigore)
- Eran Zahavi (1 rigore)
- Domenico Berardi
- Federico Chiesa
- Mateo Retegui
- Islam Chesnokov
- Maksim Samorodov
- Asqat Tağıbergen (1 rigore)
- Ian Vorogovskıı
- Fedor Černych
- Gytis Paulauskas
- Yvandro Borges Sanches
- Vladyslav Babohlo
- Nikola Krstović
- Stefan Savić
- Nathan Aké
- Jani Atanasov
- Isaac Price
- Alexander Sørloth
- Jakub Piotrowski
- Karol Świderski
- Sebastian Szymański
- Ricardo Horta
- Gonçalo Inácio

- Diogo Jota
- Evan Ferguson
- Adam Idah (1 rigore)
- Michael Johnston
- Ianis Hagi
- Dušan Tadić
- Ondrej Duda (1 rigore)
- Dávid Hancko
- Juraj Kucka
- Róbert Mak
- Erik Janža
- Žan Vipotnik
- Gavi
- Dani Olmo
- Lamine Yamal
- Viktor Claesson
- Emil Forsberg
- Remo Freuler
- Xherdan Shaqiri (1 rigore)
- Granit Xhaka
- Kerem Aktürkoğlu
- Cenk Tosun
- Artem Dovbyk (1 rigore)
- Mychajlo Mudryk
- David Brooks
- Daniel James
- Neco Williams

1 rete
- Kristjan Asllani
- Sokol Çikalleshi (1 rigore)
- Mirlind Daku
- Ernest Muçi
- Márcio Vieira
- Tigran Barseġyan (1 rigore)
- Artak Dašyan
- Nair Tiknizjan
- Florian Kainz
- Philipp Lienhart
- Toral Bayramov
- Renat Dadaşov
- Anton Kryvocjuk
- Ramil Şeydayev
- Dzjanis Lapceŭ
- Dzjanis Paljakoŭ
- Johan Bakayoko
- Yannick Carrasco
- Charles De Ketelaere
- Jan Vertonghen
- Amar Dedić
- Edin Džeko
- Renato Gojković
- Amar Rahmanović
- Miroslav Stevanović
- Preslav Borukov
- Spas Delev
- Kiril Petkov
- Georgi Rusev
- Ante Budimir
- Luka Ivanušec
- Lovro Majer
- Grīgorīs Kastanos
- Kōstas Pīleas
- Iōannīs Pittas (1 rigore)
- Tomáš Chorý
- Tomáš Čvančara
- David Douděra
- Jan Kuchta
- Thomas Delaney
- Christian Eriksen
- Yussuf Poulsen
- Trent Alexander-Arnold
- Kalvin Phillips
- Declan Rice
- Kyle Walker
- Callum Wilson (1 rigore)
- Martin Vetkal
- Mads Boe Mikkelsen
- Odmar Færø
- Glen Kamara
- Robin Lod
- Robert Taylor
- Jonathan Clauss
- Ousmane Dembélé
- Antoine Griezmann
- Randal Kolo Muani
- Benjamin Pavard
- Adrien Rabiot
- Aurélien Tchouaméni
- Dayot Upamecano
- Warren Zaïre-Emery
- Giorgi Chakvetadze
- Zuriko Davitashvili
- Otar Kiteishvili
- Levan Shengelia

- Giōrgos Giakoumakīs
- Dīmītrios Kourmpelīs
- Manōlīs Siōpīs
- Ádám Nagy
- Willi Orban
- Bálint Vécsei
- Mikael Egill Ellertsson
- Arnór Ingvi Traustason
- Davíð Kristján Ólafsson
- Gavriel Kanichowsky
- Gadi Kinda
- Dor Peretz
- Raz Shlomo
- Manor Solomon
- Giacomo Bonaventura
- Matteo Darmian
- Stephan El Shaarawy
- Ciro Immobile
- Matteo Pessina
- Giacomo Raspadori
- Gianluca Scamacca
- Ramazan Orazov
- Muhamet Hyseni
- Altin Zeqiri
- Edon Zhegrova
- Daniels Balodis
- Eduards Emsis
- Jānis Ikaunieks
- Kristers Tobers
- Sandro Wolfinger
- Edvinas Girdvainis
- Maxime Chanot (1 rigore)
- Mathias Olesen
- Paul Mbong
- Yannick Yankam
- Vadim Rață
- Edvin Kuč
- Slobodan Rubežić
- Memphis Depay
- Marten de Roon
- Quilindschy Hartman
- Teun Koopmeiners
- Virgil van Dijk (1 rigore)
- Mats Wieffer
- Darko Čurlinov
- Jovan Manev
- Jonny Evans
- Josh Magennis
- Conor McMenamin
- Paul Smyth
- Fredrik Aursnes
- Aron Dønnum
- Mohamed Elyounoussi
- Martin Ødegaard
- Ola Solbakken
- Jørgen Strand Larsen
- Adam Buksa
- Przemysław Frankowski
- Arkadiusz Milik
- Damian Szymański
- Piotr Zieliński
- Rafael Leão
- Otávio
- Nathan Collins
- Matt Doherty
- Callum Robinson

- Andrei Burcă
- Florinel Coman
- Dennis Man
- Răzvan Marin
- George Pușcaș
- Filippo Berardi (1 rigore)
- Simone Franciosi
- Alessandro Golinucci
- Stuart Armstrong
- Lyndon Dykes
- Callum McGregor
- Kenny McLean
- Ryan Porteous
- Lawrence Shankland
- Srđan Babić
- Darko Lazović
- Strahinja Pavlović
- Miloš Veljković
- Róbert Boženík
- Dávid Ďuriš
- Stanislav Lobotka
- Ľubomír Šatka
- Tomáš Suslov
- Denis Vavro
- David Brekalo
- Adam Gnezda Čerin
- Žan Karničnik
- Sandi Lovric
- Jan Mlakar
- Benjamin Verbič
- Álex Baena
- Robin Le Normand
- Mikel Merino
- Mikel Oyarzabal
- Oihan Sancet
- Nico Williams
- Anthony Elanga
- Emil Holm
- Alexander Isak
- Jesper Karlsson
- Dejan Kulusevski
- Robin Quaison
- Manuel Akanji
- Cedric Itten
- Silvan Widmer
- Yunus Akgün
- Barış Alper Yılmaz
- Abdülkerim Bardakcı
- Arda Güler
- İrfan Kahveci
- Orkun Kökçü
- Umut Nayir
- Cengiz Ünder
- Yusuf Yazıcı (1 rigore)
- Bertuğ Yıldırım
- Roman Jaremčuk
- Andrij Jarmolenko
- Oleksandr Karavajev
- Juchym Konoplja
- Heorhij Sudakov
- Illja Zabarnyj
- Oleksandr Zinčenko
- Nathan Broadhead
- Kieffer Moore
- Aaron Ramsey (1 rigore)
- Brennan Johnson

Autoreti
- Joan Cervós (1, pro  Israele)
- Styopa Mkrtchyan (1, pro  Lettonia)
- Nair Tiknizjan (1, pro  Galles)
- Bəhlul Mustafazadə (1, pro  Svezia)
- Orel Mangala (1, pro  Austria)
- Nihad Mujakić (1, pro  Lussemburgo)
- Aleks Petkov (1, pro  Ungheria)
- Karol Mets (1, pro  Polonia)
- Solomon Kvirkvelia (1, pro  Spagna)

- Luka Lochoshvili (1, pro  Spagna)
- Aymen Mouelhi (1, pro  Francia)
- Ethan Santos (1, pro  Francia)
- Attila Szalai (1, pro  Serbia)
- Eli Dasa (1, pro  Kosovo)
- Erkin Tapalov (1, pro  Grecia)
- Amir Rrahmani (1, pro  Svizzera)
- Simon Lüchinger (1, pro  Bosnia ed Erzegovina)
- Ferdinando Apap (1, pro  Inghilterra)

- Ryan Camenzuli (1, pro  Ucraina)
- Enrico Pepe (1, pro  Inghilterra)
- Jani Atanasov (1, pro  Inghilterra)
- Jonny Evans (1, pro  Slovenia)
- Leo Skiri Østigård (1, pro  Scozia)
- Roberto Di Maio (1, pro  Slovenia)
- Patrik Hrošovský (1, pro  Bosnia ed Erzegovina)
- Ozan Kabak (1, pro  Armenia)
- Mykola Matvijenko (1, pro  Bosnia ed Erzegovina)